# Koźminek
Koźminek (deutsch Kozminek, 1943–1945 Bornhag) ist eine Stadt und Sitz der gleichnamigen Gemeinde im Powiat Kaliski der Woiwodschaft Großpolen, Polen.

## Gemeinde
Zur Stadt-und-Land-Gemeinde Koźminek gehören 24 Orte mit einem Schulzenamt.

## Geschichte
Die 1870 entzogenen Stadtrechte wurden zum 1. Januar 2021 wiederverliehen.
Während der deutschen Besetzung Polens wurde in Bornhagen ein Zwangsghetto für Juden aus dem Landkreis Kalisch eingerichtet. Über 800 Insassen wurden in einer Vergasungsaktion getötet. Der vom Landrat installierte Verwalter des Lagers Ferdinand Göhler wurde 1950 vom Landgericht Stuttgart zu einer lebenslangen Zuchthausstrafe verurteilt.